# Лазарев, Михаил Михайлович
Михаил Михайлович Лазарев (7 ноября 1925 — 13 августа 2014) — агроном-лесомелиоратор, доктор с.-х. наук (1992).
Окончил (1950) Саратовский СХИ, работал старшим агролесомелиоратором районовнов и главным агрономом райсемхоза в Саратовской области.
С 1959 по 1991 научный сотрудник Всероссийского НИИ агролесомелиорации (заведующий лабораторией экологического анализа), с 1992 ответственный секретарь Волгоградского филиала Академии естествознания и Волгоградского клуба докторов наук. Участник ВОВ.
На основе многолетнего комплексного изучения агроклиматических ресурсов в Заладной Сибири, Среднем и Нижнем Поволжье, Нечерноземье и на Северном Кавказе впервые установил влияние систем полезащитных лесных полос на биоклиматический потенциал продуктивности земли, разработал научные основы программирования урожая на облесённых полях. Развил учение об агромелиоративных параметрах полезащитных лесных полос как составной части биологической системы земледелия. Предложил способ выращивания агробиологически активных полезащитных лесных насаждений (ас. 1519589). Развил положения о снегоохранном и терморегулирующем влиянии систем лесных полос. Показал реальную возможность продвижения на 150—200 км теплолюбивых культур в более северные районы в системах лесных полос.
Диссертация: «Биоклиматический потенциал продуктивности земель и его использование в лесоаграрных ландшафтах». Автор 104 публикаций и изобретения.
Награждён орденом Отечественной войны 2-й степени и 14 медалями СССР, двумя медалями ВДНХ.

## Основные научные публикации
- О мелиоративном действии систем полезащитных лесных полос. Пути повышения эффективности полезащитного лесоразведения. — М., 1979;
- Влияние систем полезащитных лесных полос на снегоотложение. — Волгоград, 1983;
- Системность лесных полос и урожай (1987); Агролесоме¬лиорация и урожай (соавт.). — М., 1986;
- Биоклиматический потенциал в системах полезащитных лесных полос (1989);
- Роль полезащитных насаждений для биоэкологического земледелия. — Волгоград, 1996.